# Pacharaphol Lekkun
Pacharaphol Lekkun (thailändisch พัชรพล เหล็กกุล; * 4. Juni 2006) ist ein thailändischer Fußballspieler.

## Karriere
Pacharaphol Lekkun erlernte das Fußballspielen in der Jugendmannschaft des Chonburi FC. Hier unterschrieb er im Januar 2023 auch seinen ersten Vertrag. Der Verein aus Chonburi spielt in der ersten Liga, der Thai League. Sein Erstligadebüt gab Pacharaphol Lekkun am 29. Januar 2023 (17. Spieltag) im Auswärtsspiel gegen Buriram United. Bei der 2:0-Niederlage wurde er in der 71. Minute für den Südkoreaner Go Seul-ki eingewechselt. In Rückrunde lief er zweimal für Chonburi in der ersten Liga auf. In der Saison 2023/24 kam er in der ersten Liga nicht zum Einsatz. Im Sommer 2024 wechselte er auf Leihbasis zum Zweitligisten Samut Prakan City FC. Nach sieben Zweitligaspielen wurde sein Leihvertrag Anfang Januar 2025 nicht verlängert und er kehrte nach Chonburi zurück.